# Josef Fendl

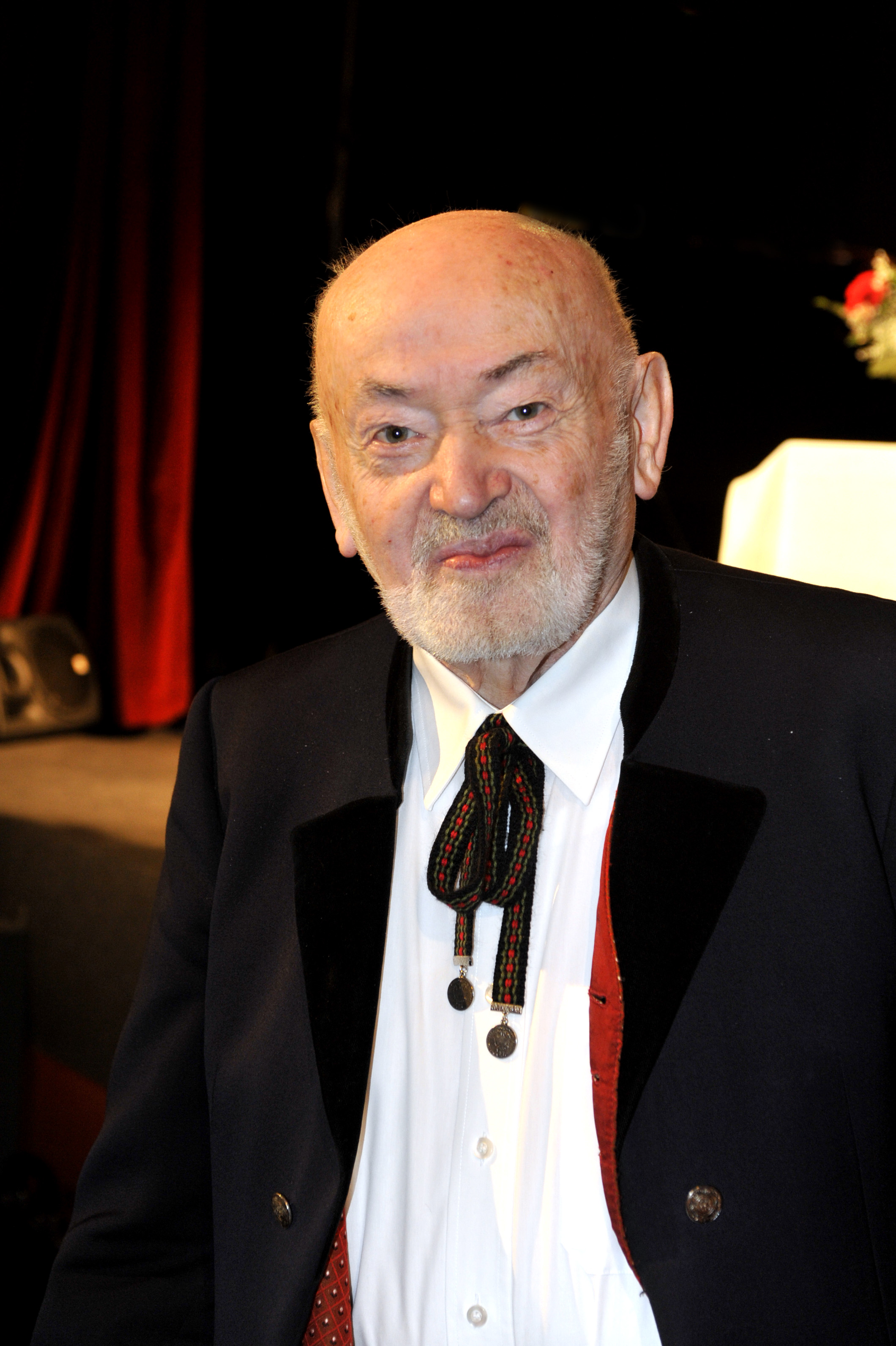
Josef Fendl, 2008

Josef Fendl (* 17. Januar 1929 in Schönbühl, Schwarzach, Landkreis Straubing-Bogen; † 18. Juni 2022 in Neutraubling) war ein deutscher Schriftsteller, Humanist und Philosoph. Sein Werk umfasst vor allem bairische Gedichte, Erzählungen und Radio-Features.

## Leben
Josef Fendl war als „niederbayerischer Gastarbeiter in der Oberpfalz“ fast 40 Jahre lang Lehrer in Regensburg und Neutraubling und über 30 Jahre Heimatpfleger im südlichen Landkreis Regensburg, dessen Kreistag er angehört hat. Er gestaltete von 1968 bis 1990 nicht nur die Schulzeitung der Staatlichen Realschule Neutraubling – er redigierte auch 45 Hefte der „Beiträge zur Geschichte des Landkreises Regensburg“ sowie von 1999 bis 2010 den Straubinger Kalender, den ältesten Heimatkalender Deutschlands (2016: 420. Jahrgang). Der „literarische Besenbinder“ hat mehr als 60 Bücher herausgegeben und wurde landauf, landab als temperamentvoller Rezitator seiner Schwänke, Sprüche und Wirtshausaphorismen bekannt. Die besondere Liebe des „weiß-blauen Wanderpredigers“ gehörte der bairischen Sprache und der Heimatgeschichte. Unter anderem war er Mitglied der im Sommer 1981 auf Initiative von Georg Gick gegründeten kleinen Mundartdichtergruppe „Sindlbacher Kreis“.
In 120 Anthologien und Lesebüchern sind Beiträge des Dialektdichters enthalten. Zwischen 1983 und 1992 redigierte und sprach er etwa 20 Sendungen für den Bayerischen Rundfunk.
Ab den 1950er Jahren schrieb er Zeitungsartikel und Zeitschriftenbeiträge auch unter den Pseudonymen Peter Muhr, Martin Staudacher, Josef Schwarz und Michael Paintner.
Josef Fendl war Referent der Hanns-Seidel-Stiftung. Kürschners Deutscher Literaturkalender 1998 enthält einen ausführlichen Eintrag.
„55 Jahre Lust am Schreiben. Eine Dokumentation“ erschien 2004 zu seinem 75. Geburtstag. Fendl starb im Juni 2022 im Alter von 93 Jahren.

## Auszeichnungen (Auswahl)
- 1994 Münchner Turmschreiber

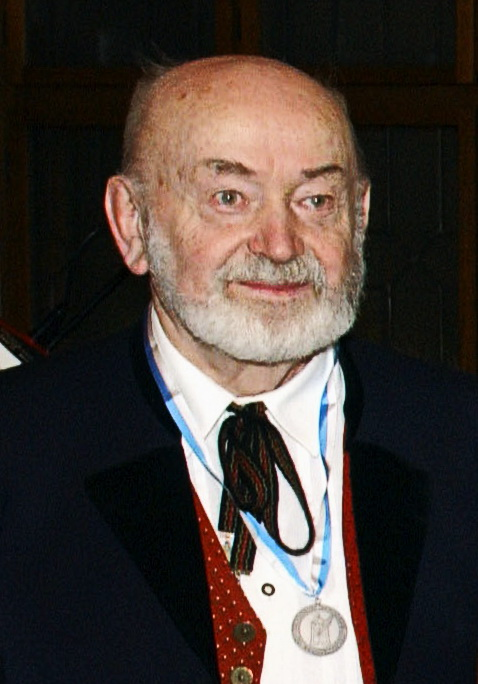
Josef Fendl, Bayerischer Poetentaler 2002

- 2001 Bundesverdienstkreuz am Bande
- 2002 Bayerischer Poetentaler
- 2002 Kulturpreis des Bayerischen Wald-Vereins
- 2003 Waldschmidt-Preis
- 2004 Ehrenbürger von Neutraubling
- 2006 Nordgaupreis des Oberpfälzer Kulturbundes
- 2017 Kulturpreis des Landkreises Regensburg für sein Lebenswerk[4]

## Veröffentlichungen (Auswahl)

### Redaktion
- Wörth, Stadt zwischen Strom und Berg. Regensburg 1979

### Lyrik
- Nix wie lauter Sprüch. I–III. Pfaffenhofen (Ludwig) 1975–1979

### Prosa
- Historische Erzählungen aus dem Bayerischen Wald. Hof (Oberfränkische Verlag-Ges.) 1981
- Der Teufel im Backofen. Straubing (Attenkofer) 2001
- Die Entführung aus der Krippe. Dachau (Bayerland) 2006
- Hinter den Buden des Christkindlmarkts. Straubing (Attenkofer) 2007
- Der letzte Liebhaber. Straubing (Attenkofer) 2007

### Bildbände
- mit Erich Klimek: 30 Jahre Neutraubling. Studio-Dr., Regensburg 1981
- mit Erich Klimek: Menzinpah – Wenzenbach. 1982
- „…waldwärts“. Texte und Zeichnungen aus dem Bayerischen Wald. Buch und Kunst Verlag, Amberg 1997, 27 Abbildungen
- mit Peter Löffler: „unterwegs…“. Studio Druck, Regensburg 2007

### Zitate
- „‚Schad, daß’d net dagwesn bist, wia mei Stadl abbrennt is,‘ hat dersell Bauer zum Feuerschlucker im Zirkus gsagt,
  ‚da hättst di vollfressn könna!‘“
- „‚Der is ja no ganz warm!‘ hat dersell Mesner gsagt, wia er bei der Kirchenrenovierung a Apostlfigur außitragn hat,
 – derweil hat er an Maurer derwischt ghabt.“
- „‚Auch stehlen will gelernt sein!‘ hat dersell Strafgefangene zum Pfarrer gsagt,
wia der gmoant hat, daß er eahm gern helfa taat.“
- „‚Wir geben Ihrer Zukunft ein Zuhause‘ hat dersell Sargtischler in der Zeitung inseriert.“

## Weitere Dialekt-Dichter und -Forscher
- Harald Grill
- Ludwig Zehetner